# Tytuły szlacheckie
Tytuł przyznawany przez władcę danego państwa, łączył się z nadaniem ziemi lub przywilejów dla obdarowanego na zasadzie dziedziczenia (primogenituralnie, secundogenituralnie lub dla wszystkich potomków), lub bez prawa dziedziczenia (szlachectwo osobiste), jako wyraz wdzięczności za działalność na rzecz państwa lub samego panującego.

## Europa
Tytuły feudalne i arystokratyczne występujące w Europie:
- arcyksiążę
- wielki książę, w dwóch formach – wersje łacińskie:
  - Magnus princeps
  - Magnus dux
- wielki kniaź
- książę korony, delfin – osobliwe tytuły następców tronu
- książę krwi, książę krwi królewskiej, książę krwi imperatorskiej, infant – osobliwe tytuły członków domu panującego
- książę, w dwóch formach – wersje łacińskiej:
  - Princeps
  - Dux
- grand
- kniaź
- wojewoda – słowiański odpowiednik księcia[potrzebny przypis]
- markiz, margrabia
- earl
- Kurfürst (elektor Rzeszy)
- Reichsfürst (książę Rzeszy)
- Reichsgraf (hrabia Rzeszy)
- palatyn (hrabia palatyn)
- landgrabia (hrabia ziemski)
- komes
- hrabia
- burgrabia – tytuł arystokratyczny w Holandii
- Hidalgo
- junkier
- wicehrabia
- vidam – odpowiadający polskiemu wójtowi lub wicehrabiemu
- baron, Freiherr
- baronet
- banneret, kawaler, rycerz dziedziczny (Hereditary Knights), rycerz, pan

- szlachta nieutytułowana
- szlachta zagrodowa – bojarzy putni.

Określenia i godności dotyczące określonych arystokratów, nie będące tytułami szlacheckimi sensu stricto:
- par,
- lord,
- laird,
- bojar,
- magnat

Podział ten jest znacznym uproszczeniem, zwłaszcza że wartość różnych tytułów w różnych państwach jest różnie oceniana. Earl zasadniczo odpowiada kontynentalnemu hrabiemu, ale pod względem pozycji jest bliższy tytułowi księcia. Wiele tytułów ma dodatkowe gradacje – tytuł hrabiowski w Niemczech (niem. – Graf) może być bliski randze panującego księcia – Landgraf, tzw. Mediatisierter Graf, zrównany z tytułem książęcym, np. hrabia Tyrolu (gefürstete Grafschaft) lub nawet przewyższać – Markgraf lub odpowiadać tytułowi hrabiowskiemu – Reichsgraf, Graf. W Niemczech margrabia Brandenburgii i hrabia Palatynatu od średniowiecza, a od 1803 także hrabia Hesji-Kassel i margrabia Badenii byli w pierwszym kolegium Parlamentu Rzeszy [Reichstag] i nosili zwyczajowy tytuł „Kurfürst”, czyli księcia-elektora z prawem wyboru cesarza. Zachowując tradycyjną, historyczną nazwę godności stali oficjalnie ponad wszystkimi książętami niemieckimi.
Bardzo rozbudowana jest tytulatura książęca. Począwszy od książąt krwi królewskiej, książąt krwi, wielkich książąt, książąt panujących, książąt elektorów, kniaziów itp. Z czasem nadania jednego kraju były zatwierdzane przez władców innych krajów jako wyrażenie wdzięczności za wykazane zasługi.
Wzajemne zależności między tytułami wywoływały aż do początku XIX w. liczne kontrowersje, prowadząc do sporów na arenie publicznej. Tak stało się z tytułem króla Prus po koronacji Fryderyka III w Królewcu w 1701 r. Polska uznała ten tytuł dopiero na sejmie konwokacyjnym w 1764, inne kraje także ze znacznym opóźnieniem. Koronacja odbyła się za zgodą cesarza, ale sejm Rzeszy pozostawił królom Prus tylko dotychczasowe przywileje margrabiów brandenburskich i elektorów Rzeszy. Podobnie rzecz miała się z królem Polski Augustem II, który w wewnętrznych sprawach Niemiec mógł występować tylko jako książę-elektor Saksonii. Gdy w 1567 cesarz Maksymilian II wykupił hrabstwo kłodzkie pojawiły się problemy z tytulaturą, gdyż każdorazowy hrabia był jednocześnie dziedzicznym arcyksięciem domu Habsburgów. Należy pamiętać, że niemal w całej Europie obowiązywała precedencja tytułów. Na marginesie można dodać, że pomagało to biedniejszym, ale bardziej utytułowanym rodom, poprzez małżeństwo lub adopcję utrzymać lub znacznie poprawić pozycję majątkową.
Gdy w Niemczech w 1919 r. zniesiono tytuły arystokratyczne (art. 109 konstytucji weimarskiej i ustawa z 23 czerwca 1920 o zniesieniu przywilejów stanowych szlachty) stały się one częścią nazwiska rodowego, natomiast w Austrii znikły zupełnie (ustawa z 3 kwietnia 1919 o uchyleniu szlachectwa) i tak zamiast „Freiherr Werner von Braun” stosuje się „Werner Freiherr von Braun” (Werner baron von Braun), czy też zamiast „Graf Anton von Magnis” pisze się „Anton Graf von Magnis” (Antoni hrabia Magnis). W Polsce szyk „imię-tytuł-nazwisko” był zwyczajem jeszcze przedrozbiorowym, jednak ograniczonym do ceremonialnych uroczystości i podpisów itp. Wskutek snobizmu, czy też mody konstrukcję tę zaczęto naśladować i stosować szerzej także w języku polskim; stąd czasem zamiast mówić „hrabia Wojciech Dzieduszycki” używa się dość pretensjonalnej w codziennych sytuacjach lub w zwykłym tekście formy „Wojciech hr. Dzieduszycki”, czy też „Adam Jerzy książę Czartoryski”.
W Polsce od czasu konstytucji marcowej z 1921 państwo nie uznaje tytułów arystokratycznych.

### Tabela porównawcza tytułów feudalnych i szlacheckich
Tabelka przedstawia próbę porównania tytułów feudalnych i szlacheckich w kilku językach. Pominięte języki dotyczą krajów, gdzie systematyka tytułów jest podobną bądź do francuskiej bądź niemieckiej. Tytuły brytyjskie zostały przedstawione jako swoją specyfikę, nie zawsze znajdującą odpowiedniki na kontynencie. Kolumnę z łacińskimi tłumaczeniami tytułów dano ze względu na powszechność tego języka w dawnej Europie, jak i dlatego, że część narodowych nazw tytułów z niego się wywodzi.
W kolumnie polskiej podano polskie odpowiedniki tytułów, gdyż ze względu na równość szlachecką w dawnej Polsce nie wykształcił się u nas dokładnie zhierarchizowany system tytułów. Nadania tytułów przez polskich królów były rzadkie i bezprawne, stąd nie powstały odrębne, polskie wzory koron rangowych. Tytuły nadawane przez obcych monarchów były ozdabiane odpowiednimi, obcymi koronami. Podane przykłady koron w kolumnie Polska ma więc charakter przybliżony, wiele z tytułów w ogóle w Polsce nie występowało, i podane są po prostu tylko tłumaczenia. Szczególnie mało zhierarchizowana była w Polsce godność księcia – którym to tytułem określano zarówno rodzinę panującego, magnatów mających obce tytuły książęce i często niezamożnych kniaziów litewsko-ruskich i tatarskich. Wśród samych kniaziów tatarskich, formalnie tego samego tytułu używali zarówno potomkowie chanów, mirzów, jak i ułanów.
Niektóre tytuły zostały umieszczone jako równorzędne, ze względu na podobne usytuowanie w hierarchii godności szlacheckich, nie znaczy to, że są ściśle biorąc odpowiednikami. Np. szlachcic zagrodowy, valvasseur czy yeoman, tym tylko są do siebie podobne, iż zajmują najniższe szczeble w hierarchii i np. autorzy angielscy w ogóle nie uważają yeomanów za dziedziczną szlachtę, którą w istocie nie są.
Pogrubioną czcionka oznacza iż dany tytuł występuje powszechnie w krajach posługujących się danym językiem.
| #  | Polska                                                            | Łacina                                                  | Francja                               | Niemcy                          | Wielka Brytania                         | Rosja                                                  |
| -- | ----------------------------------------------------------------- | ------------------------------------------------------- | ------------------------------------- | ------------------------------- | --------------------------------------- | ------------------------------------------------------ |
| 1  | Wielki książę                                                     | Magnus Dux                                              | Grand Duc                             | Grossherzog                     | Grand duke                              | Великий князь (Wielkij kniaź)                          |
| 1  | Wielki książę                                                     | Magnus Princeps                                         | Grand Prince                          | Großfürst                       | Grand Prince                            | Великий князь (Wielkij kniaź)                          |
| 2  | Książę elektor                                                    | Princeps Elector                                        | Prince-électeur                       | Kurfürst                        | Prince-elector                          | Курфюрст (kurfiurst)                                   |
| 3  | Arcyksiążę                                                        | Archidux                                                | Archiduc                              | Erzherzog                       | Archduke                                | Эрцгерцог (ercgercog)                                  |
| 4  | Delfin                                                            | –                                                       | Dauphin                               | –                               | –                                       | –                                                      |
| 4  | Książę Koronny                                                    | –                                                       | –                                     | Kronprinz                       | Crown prince                            | –                                                      |
| 4  | Dziedziczny wielki książę Dziedziczny książę                      | –                                                       | Grand-duc héritier Prince héréditaire | Erbgroßherzog Erbprinz/Kurprinz | Hereditary Grand Duke Hereditary Prince | –                                                      |
| 4  | Książę krwi cesarskiej (imperatorskiej) Książę cesarski/cesarstwa | –                                                       | Prince d’Empire Prince Impérial       | Reichsfürst                     | Prince Imperial                         | Князь императорской крови (kniaź impieratorskoj krowi) |
| 4  | Królewicz Książę królewski Książę krwi królewskiej Książę krwi    | –                                                       | Prince Royal                          | Prinz                           | Prince Roy                              | –                                                      |
| 4  | Królewicz Książę królewski Książę krwi królewskiej Książę krwi    | –                                                       | Prince du Sang Royal                  | Prinz                           | Prince Roy                              | –                                                      |
| 4  | Królewicz Książę królewski Książę krwi królewskiej Książę krwi    | –                                                       | Prince du Sang                        | Prinz                           | Prince Roy                              | –                                                      |
| 5  | Książę/Wojewoda Diuk / Kniaź                                      | Dux                                                     | Duc                                   | Herzog                          | Duke                                    | Князь (kniaź)                                          |
| 6  | Książę                                                            | Princeps                                                | Prince                                | Fürst                           | Prince                                  | Принц/Князь (princ/kniaź)                              |
| 7  | Margrabia                                                         | Marchio/Marchisus                                       | Margrave                              | Markgraf                        | Margrave                                | Маркграф                                               |
| 7  | Markiz                                                            | Marchio/Marchisus                                       | Marquis                               | Markgraf                        | Marquis/Marquess                        | Маркиз                                                 |
| 8  | Komes Ziemski Landgrabia                                          | comes principalis comes magnus comes terrae lantgravius | Landgrave                             | Landgraf                        | Landgrave                               | –                                                      |
| 8  | Komes pałacowy Palatyn Hrabia palatyn                             | Comes palatinus                                         | Comte palatin                         | Pfalzgraf                       | Count palatine                          | –                                                      |
| 8  | Hrabia cesarstwa                                                  | Comes imperii                                           | Comte d’Empire                        | Reichsgraf                      | Imperial Count                          | –                                                      |
| 8  | Komes, Hrabia                                                     | Comes                                                   | Comte                                 | Graf                            | Count/Earl                              | Граф (graf)                                            |
| 9  | Wicehrabia                                                        | Vicecomes                                               | Vicomte                               | Vizegraf                        | Viscount                                | –                                                      |
| 9  | Wójt Vidam                                                        | Vicedominus                                             | Vidame                                | Vogt                            | –                                       | –                                                      |
| 10 | Baron Wolny Pan/czestnik/dostojnik                                | Baronus Liber Baro Liber Dominus                        | Baron                                 | Freiherr/Baron                  | Baron                                   | Барон (baron)                                          |
| 11 | Baronet                                                           | Baronetus Baronus minor                                 | –                                     | –                               | Baronet                                 | –                                                      |
| 12 | Kawaler Chorągiewny                                               | Banneretus                                              | Banneret                              | –                               | Banneret Knight banneret                | –                                                      |
| 12 | Kawaler/Rycerz (nie objęci zasadą równości)                       | Equitus/Eques                                           | Chevalier                             | Ritter                          | Knight                                  | –                                                      |
| 13 | szlachcic Pan/Senior (nie tytuł, bez formalnego nadania/uznania)  | Nobilis/Generosus                                       | Gentilhomme, Ecuyer Seigneur          | Edler                           | Gentleman, Esquire Armiger              | дворянин (dworianin)                                   |
| 14 | szlachcic zagrodowy (nie tytuł, bez formalnego nadania/uznania)   | Nobilis/Miles                                           | Valvassor                             | Herr von...                     | Gentleman, Esquire Armiger              | путный вояр (putnyj bojar)                             |

### Utrata tytułu
Pozbawienie tytułu szlacheckiego jest zdarzeniem rzadkim. Dotyka ono z reguły osób skazanych za przestępstwa kryminalne.

## Kraje islamskie
Tytuły grzecznościowe i arystokratyczne występujące w krajach islamskich, arabskich:
- Mirza
- Effendi
- Nabab

## Persja
- Marzban – perski odpowiednik margrabiego
- Szach

## Etiopia
- Ras – etiopski odpowiednik księcia

## Literatura
1. Bedingfeld Henry, Gwynn-Jones Peter, Heraldry, London 1993
2. Gert Oswald, Lexikon der Heraldik, Leipzig: Bibliographisches Institut, 1984, ISBN 3-411-02149-7.
3. Kuczer Jarosław, Baronowie, hrabiowie, książęta. Nowe elity Śląska (1629-1740), Zielona Góra 2013.
4. Kuczer Jarosław, Szlachta w życiu społeczno-gospodarczym księstwa głogowskiego w epoce habsburskiej (1526-1740), Zielona Góra 2007.
5. Kuczer Jarosław, Strzyżewski Wojciech, Spisy dóbr ziemskich księstwa głogowskiego z lat 1671–1727, Warszawa 2007.
6. Ströhl Hugo von: Heraldischer Atlas, Stuttgart 1899.